# Joseph Kriegsmann
Joseph Kriegsmann (* 12. Februar 1796 in Burghaslach; † 10. Oktober 1867 in Wiesbaden) war ein deutscher Augen- und Feinoptiker, Feinmechaniker und Kaufmann.

## Leben
Joseph Kriegsmann war der Sohn von Jehuda Löb Kriegsmann und dessen Ehefrau Perla Kriegsmann. Über seinen Werdegang und seine Ausbildung ist wenig bekannt. Auch sein Bruder Adolph Kriegsmann († 29. Mai 1852 in Magdeburg) erlernte das Handwerk des Optikers. Ein ebenfalls aus Burghaslach stammender Optiker namens Lehmann Kriegsmann, der mit seinen Erzeugnissen auf Handelsreisen ging, war vermutlich ein älterer Bruder oder Cousin, wobei Joseph durch Lehmann Kriegsmann, der noch bis in die 1840er-Jahre aktiv war, in ein Familienunternehmen eingeführt wurde. Lehmann Kriegsmann berief sich auf Empfehlungen bedeutender Wissenschaftler; neben Medizinalräten aus Ansbach nannte er beispielsweise den Bergkommissionsrat Wilhelm August Lampadius in Freiberg und den Professor für Botanik an der Universität Halle, Kurt Sprengel. Allerdings gab es auch Zeitgenossen, die seine Fähigkeiten in Zweifel zogen.
Schon 1826 wurden Annoncen auch mit zwei Namen „Kriegsmann und Lehmann“ gezeichnet; hierbei dürfte es sich um Kriegsmanns Schwiegervater handeln. Im Winter 1828 erhielt Joseph Kriegsmann die Genehmigung des Magistrats von Ansbach, in der Hauptstadt des Rezatkreises einen Handel mit lackierten Blechwaren, Studierlampen, Lichtscheren und Kosmetika zu eröffnen, der im Dezember 1831 noch existierte.

## Familienunternehmen
Joseph Kriegsmann war verheiratet mit Wilhelmine, genannt Mina, geb. Lehmann (?–nach 1875), möglicherweise die Tochter eines anderen Optikers aus Burghaslach. 1827 kam ihr gemeinsamer Sohn Siegmund Kriegsmann (* 26. September 1827 in Wiesbaden; † nach 1875) zur Welt. 1846 hatte das Paar zwei weitere Söhne, Adolph und Carl. Während sein mutmaßlicher Cousin Lehmann Kriegsmann, der ebenfalls verheiratet war, seine Herkunft stets mit Burghaslach annoncierte, nannte Joseph sich „Kriegsmann aus Ansbach, Königl. Bairischer geprüfter Optikus“.
Seinerseits konnte Joseph Kriegsmann Referenzen der Augenärzte August von Ammon und Karl Gustav Himly, des Militärmediziners Karl von Graefe, des Medizinalrats Vinzenz Adelmann und des Astronomen Franz von Paula Gruithuisen vorweisen. In Ansbach hatte er zu dieser Zeit ein der Post gegenüberliegendes Haus am unteren Markt gekauft.
Joseph Kriegsmann spezialisierte sich Mitte der 1830er-Jahre auf die Fertigung von Sehhilfen sowie optischer und physikalischer Instrumente. Zu seinem Sortiment gehörten neben Brillen auch Lupen, Mikroskope, Fernrohre, Theaterperspektive, Prismen, Laterna magicas, aber auch Barometer und Thermometer, die er im Ladengeschäft und als reisender Händler in Deutschland und in der Schweiz vorführte.  Als erfolgreicher jüdischer Unternehmer war er antisemitischen Angriffen in Hetzschriften ausgesetzt, die in den 1830er-Jahren unter dem Pseudonym Itzig Feitel Stern veröffentlicht wurden und wohl von dem Kirchenlieddichter Heinrich Holzschuher verfasst waren.
1839 bot Kriegsmann gemeinsam mit einem Bruder, wohl dem 1852 verstorbenen Adolph Kriegsmann, sein Sortiment optischer Instrumente in Norddeutschland zum Verkauf an. Mit den gleichen Empfehlungen, die Joseph Kriegsmann in eigenen Annoncen für sich in Anspruch nahm, traten die „Gebrüder Kriegsmann aus Magdeburg“ als „Königl. Baierische geprüfte Optici“ auf, die zugleich auch als Hofoptiker des Großherzogs von Oldenburg und des Herzogs von Braunschweig firmierten. In Magdeburg wurde offenbar ein Hauptsitz des Familienunternehmens eingerichtet, der 1841 neben Ansbach als Herkunftsort genannt wurde. 1845 gehörte den „Gebr. Kriegsmann“ das Haus „Zu den drei Rosen“, Breiter Weg 25.
Auf späteren Reisen zu Messen und in Kurbäder wurde Joseph Kriegsmann von einem seiner Söhne begleitet. Der Schriftsteller Karl August Varnhagen von Ense, der schon wegen der von ihm angefertigten winzigen Scherenschnitte seit seiner Jugend auf Sehhilfen angewiesen war, begegnete mit seiner Nichte Ludmilla Assing dem Optiker Mitte August 1853 in Wiesbaden und notierte: „An seinen Brillen rühmt er besonders, daß die Einfassung reines Silber sei. Er heißt Kriegsmann, und hat wirklich gute optische Sachen.“ Auch ein Verkaufsgespräch schildert Varnhagen:

„Unter den Säulen geriethen wir an einen Brillenhändler, einen Juden, der sich meiner durchaus bemächtigen wollte. Ich mußte eine neue Art Brille versuchen, von blauem Glas, das aber alles weiß erscheinen ließ. Er versicherte mich, meine Gläser seien zu scharf, er werde mir einfache geben, durch die ich eben so gut sehen werde; meine Augen seien ungleich, behauptete er, ließ dies aber, als ich es verneinte, gleich wieder fallen. Während ein andrer Kunde ihn beschäftigte, mußte sein Sohn meine Behandlung fortsetzen. Brillen über Brillen, eine besser als die andre! Ich wollte durchaus keine, aber immer andre wurden hervorgeholt, die meine getadelt, von dem Alten mit seinen Händen wie absichtlich getrübt, während er die seinen unaufhörlich klar wischte. ‚Sie sind doch nur durch Zufall an mich gekommen‘, sagte er unter andern, ‚aber Sie werden sehen, daß ich ein Augenkenner bin, Sie werden mich preisen als einen Engel, der ich geworden bin für Ihre Augen!‘ Als Ludmilla herzutrat, wiederholte er dies: ‚Bin ich doch ein Engel geworden, für die Augen von Ihrem Mann!‘ Das ergötzte uns nicht wenig! ‚Mit wem hab’ ich die Ehre? Sind Sie nicht aus Mainz? Hab’ ich doch die Preismedaille vom König von Preußen bekommen! Ich sag’ Ihnen, thun Sie was für Ihre Augen!‘ Und solche Redensarten mehr. Es war lästig, aber noch weit mehr komisch.“

## Gründung von Manufakturen im Rheinland

Annonce in der Bonner Zeitung, 20. Mai 1860

1842 ließ sich Joseph Kriegsmann in Düsseldorf nieder und gründete eine Manufaktur. In dieser Zeit hatte er adlige Kundschaft und durfte sich als „Hof-Opticus Sr. Königl. Hoh. des Prinzen Friedrich von Preußen“ – in dieser Funktion löste er den am 2. August 1846 verstorbenen Leopold Gedeon ab – und „Sr. Durchlaucht des regierenden Herzogs von Braunschweig“ bezeichnen. 1854 war er zudem noch der Hof-Optikus des (seit seiner Jugend zunehmend erblindeten) Königs von Hannover, Georg V., und des Herzogs Adolf von Nassau geworden.
Joseph Kriegsmann beschäftigte mehrere Facharbeiter. Am 1. Dezember 1845 wurden zwei von ihnen, der Glasschleifer Carl Deyhle aus Stuttgart, der seit zwei Jahren bei ihm in Stellung war, und der erst seit kurzem angestellte Mechanicus Carl Julius Hitz aus Lentzen wegen Diebstahls von Fernrohren, Brillengläsern und einer Violine verurteilt. 1851 hatte Kriegsmann seinen Geschäftssitz nach Köln, Obenmarspforten 14 verlagert, wo das Geschäft bis an sein Lebensende bestand. Auch hier beschäftigte Joseph Kriegsmann Mitarbeiter.
Für seinen Sohn Siegmund annoncierte Kriegsmann 1858 die Eröffnung eines eigenen Geschäfts in Bonn, des Optischen Instituts von S. Kriegsmann am Römerplatz 35 a. Zwei Jahre später verlegte es der Inhaber in die Neugasse 995; 1863 hatte Siegmund Kriegsmann ein Verkaufslokal Belderberg No. 67. Nach dem Tod seines Bruders Adolph firmierte Joseph Kriegsmann 1853 wieder als „Hof-Opticus aus Magdeburg und Köln“. Carl, wohl sein zweitältester Sohn, wurde möglicherweise im Magdeburger Geschäft ausgebildet. Das Lager mit optischen und mechanischen Instrumenten wurde 1857 an den Optiker Adam Walter verkauft, der noch lange an dem eingeführten Namen festhielt und „vormals Gebr. Kriegsmann“ hinter den eigenen Namen setzte. Joseph Kriegsmanns Sohn Siegmund und die Witwe Marianne Kriegsmann, geb. Schwabe († September 1879), annoncierten die Übernahme von Activa und Passiva der Firma „Gebr. Kriegsmann“ durch Siegmund Kriegsmann.
Ende der 1860er-Jahre übersiedelte Siegmund Kriegsmann in seine Geburtsstadt Wiesbaden (Walramstr 35 b), wo er weiterhin als Optiker tätig war, neben seinem Bruder Carl Kriegsmann, der seit 1867 An den Colonaden als „Hof-Optikus“ firmierte und die Familientradition weiterführte. In Wiesbaden verstarb auch Joseph Kriegsmann am 10. Oktober 1867 und wurde auf dem Alten Jüdischen Friedhof beigesetzt. Seine Witwe Mina Kriegsmann wohnte noch 1875 bei ihrem Sohn Carl.

## Nachkommen
Siegmund Kriegsmann heiratete am 24. Januar 1858 in Wiesbaden Sara, später Lisette, geb. Fürth (* 24. November 1833; † 16. Mai 1904), Tochter von Lorenz Fürth und Jetta, geb. Hamberg. ihre Kinder waren:
- Carl Kriegsmann (* 12. März 1859 in Bonn; † September 1920 in Berlin)[44] ⚭ 1890 Tina, geb. Lobenzer
- Moritz Kriegsmann (* 13. Februar 1860 in Bonn; † 24. April 1864 ebenda)[45]
- Bertha Mina Kriegsmann (* 23. März 1868 in Bonn; † nach 1898)[46]
- Caroline Kriegsmann (* 31. Dezember 1864 in Wiesbaden; † 13. Februar 1865 ebenda)[47]
- Adolph E. Kriegsmann (* 9. März 1866 in Wiesbaden; † 29. Dezember 1921 in Atlanta, Georgia, USA)[48] ⚭ 28. Mai 1893 in New York City, USA, Margarete geb. Bachmann (* 23. November 1875 in Dortmund; † nach 1921)[49]